# Johnny Hancocks
Johnny Hancocks (Oakengates, 30 aprile 1919 – Oakengates, 19 febbraio 1994) è stato un allenatore di calcio e calciatore inglese, di ruolo attaccante.

## Carriera
Giocò per 11 anni al Wolverhampton, realizzando più di 150 gol in 343 partite.
Nel 1957 fu sia calciatore che allenatore del Wellington.

## Palmarès

### Giocatore

#### Competizioni nazionali
- Campionato inglese: 1

Wolverhampton: 1953-1954
- Coppa d'Inghilterra: 1

Wolverhampton: 1947-1948
- Charity Shield: 2

Wolverhampton: 1949, 1954